# 死神博士
- 仮面ライダーシリーズ
  - 仮面ライダー > ショッカー > 死神博士
  - 仮面ライダーシリーズ登場怪人一覧 > 仮面ライダーシリーズ第1期登場怪人一覧 > 死神博士

死神博士（しにがみはかせ）は、特撮テレビドラマシリーズ「仮面ライダーシリーズ」の作品に登場する架空のキャラクターである。
ここでは、死神博士が変身するイカデビルについても解説する。
原典はシリーズ第1作の特撮テレビドラマ『仮面ライダー』に登場。ゾル大佐に続く、第2のショッカー大幹部である。
シリーズに登場する悪役の中でも特に人気の高いキャラクターであり、ムック『KODANSHA Official File Magazine 仮面ライダー Vol.0 仮面ライダーの系譜』（講談社、2004年、ISBN 978-4-06-367085-1）に掲載された、ショッカーからバダンまでの悪役全429体を収録した「オール改造人間カタログ」に対する人気投票では、第1位となった。演じた天本英世の代表役に数えられるが、彼自身は死神博士役として紹介されることを嫌っていたという。

## 『仮面ライダー』に登場する死神博士
ゾル大佐に代わって着任した、ショッカー日本支部2代目大幹部。暗いアジトの中で下から照明を当てるなど、怪奇性を強調した演出も印象的な天才マッドサイエンティスト。スイス支部からやってきた、「怪人作りの名人」という異名を持つ改造人間製作の最高権威である。
『仮面ライダー』第40話 - 第52話、第61話、第63話、第68話、劇場版『仮面ライダー対ショッカー』に登場。
純白のスーツに、裏地が赤い黒のケープという服装がトレードマーク。西洋占星術や催眠術、毒ガスや毒薬の調合にも精通しており、その眼力は睨んだだけで滝和也を朦朧とさせた。武器は1,000ボルトの電流を放つ鞭と、アジトに侵入してきた本郷猛に対して振るった大鎌。不意に現れたり消えたりすることから瞬間移動能力を持つとされるが、マントの繊維が鏡のように機能して姿を隠しているとも言われる。アジト内ではたびたび車椅子に乗っていたが、足が不自由というわけではない。ただし、足が速いというわけでもなく、逃亡時には滝に追いつかれたことがあった。
配下の怪人はゾル大佐よりも強力で、一文字隼人=仮面ライダー2号のもとへ本郷猛=仮面ライダー1号が再登場して援護したことが、怪人たちの強さを裏付ける格好となった。これら多くの怪人を使って大規模な作戦を展開し、さらには第42話などで人間を洗脳する作戦も多く展開したが、1号・2号に阻止され続け、第52話をもって地獄大使に指揮を譲り、番組レギュラーの座から退く。これは南米支部への左遷という設定であるが、劇中では説明されていない。実際には、天本のスケジュール調整の都合である。
南米では自分を追ってきた2号と戦っていたが、1号を自らの手で倒すことに執着し、怪人を伴って何度か来日する。最後は日本に流星を降らす流れ星作戦を決行するため、怪人イカデビルに変身して1号と戦い、敗れる。
- 演 - 天本英世

劇中未公表の設定
本名はイワン・タワノビッチ。父は日本人、母が白系ロシア人で、戦前の少年時代は東京で育った。3歳下の妹ナターシャがいる（1925年の時点でイワンは6歳、ナターシャは3歳）。
幼少時から訪れる場所には必ずと言っていいほど死人が出たため、「死神」の異名が付いた。さらに、学生時代には「ギャラクシーにおける死に方と変身」という論文で博士号を取得したため、「死神博士」の通称を持つこととなった。
母の死後、ポーランドのシモン教授のもとに身を寄せ、臓器移植の研究に没頭するが、それは虚弱なナターシャとの死別を極端に恐れ、延命を可能にしようと考えたからである。第二次世界大戦が勃発すると、占領ドイツ軍に徴用されてアウシュヴィッツで生体実験の研究員となり、ナチスの捕虜となったシモン教授を延命研究の実験台として死なせた。
終戦間近にナターシャが23歳の若さで死亡すると、彼女の遺体を冷凍保存して蘇生術を探し求めた。その愛情をショッカー首領に利用され、ショッカーに導かれることとなった。
数多くの心の葛藤と社会の矛盾に対するジレンマを、天才科学者としての頭脳と科学で切り捨てた自負があるため、成り上がり者の地獄大使と同列に扱われることには我慢ならなかった。ショッカー首領はそれを承知のうえで死神博士の尊大さに釘を刺すために地獄大使と同列にしたが、屈辱に耐えかねた死神博士はイカデビルとなり、日本に戻る際には死を覚悟していたという。

制作関連
平山は毎日放送からゾル大佐の降板を要求される以前、すでに第4クール用の新大幹部案「ホラー博士」あるいは「デビル教授」を用意しており、これが死神博士の原型となった。だが、平山がゾル大佐にならって軍服を着せることを提唱したのに対し、阿部征司は不気味さを出すための黒い衣装を主張した。最終的には、平山の希望で演者として選ばれた天本の意見もあり、黒いケープをまとうことになった。劇中で使用している鞭は、天本がエジプトで購入した私物であった。
天本は、ヨーロッパからきた博士という設定から、神秘性と怪奇性を強調した大人向けの芝居で演じたが、怖すぎるとして子供向けに抑えるよう注文されたという。
当初の予定では死神博士の正体怪人はギリザメス（脚本ではノコギリザメス）であり、第66話に登場する予定だったが、藤岡弘の失踪事件を経て制作進行状況が変更されたことにより、ギリザメスを一般怪人として登場させることとなったため、イカデビルに変更された。
イカデビルとギリザメスは、どちらも死神博士のマント姿を模している。第68話の脚本はノコギリザメスで書かれたもののみであったため、現場やアフレコ時に名前を言い換えることで対応されたが、クレジットはギリザメスで表記されてしまうなどの混乱が残った。

その後の作品への登場
『仮面ライダーV3』
第27話・第28話に登場。毒ガス兵器「ギラードガンマー」による日本全滅作戦を遂行すべく、ショッカーの他の幹部やブラック将軍と共に復活する。一人称は「ワシ」。
日本全滅作戦では大阪地区を担当。地獄大使とはナマズギラー以来の共闘だったが、犬猿の仲であることは変わっていないうえ、ギラードガンマーの解毒剤を開発した南原博士の殺害を真っ先に発言したりもした。最終的にはアジトと運命を共にすることになる。
- 衣裳は『仮面ライダー』のものと同一。

映画『仮面ライダー THE FIRST』
モニターから怪人に指令を出す、大幹部3人のうちの1人。劇中では名前は出ていない。
- 『仮面ライダー』の映像をデジタル処理し、丸山詠二が声を充てている。

## 『仮面ライダーディケイド』関連作品に登場する死神博士
いずれも、正体は『ディケイド』に登場する光栄次郎（演 - 石橋蓮司）。イカデビルの声は関智一、スーツアクターは岡元次郎がそれぞれ担当。光栄次郎については、仮面ライダーディケイド#光栄次郎を参照。
映画『劇場版 仮面ライダーディケイド オールライダー対大ショッカー』
ショッカーの出身。自称「怪人作りの名人」。原典と異なり、髪型が肩まで伸びた白髪になっている。好物はスルメイカと大ショッカーオリジナルビール。栄次郎が突如現れた黒マントを身に包まれたことで変身した、大ショッカーの大幹部である。
その後、死神博士がスルメとビールを持つことにより、「イカでビール」という台詞と共にイカデビルに変身した。自身の怪人態にして最高傑作でもある。武器は口から吐きだす黒煙・伸縮自在のムチのような腕・全身から発射する墨のようなイカ爆弾を武器とする。原典では、「イイッ」という鳴き声だったが、本作品では「イカー」や「ゲソゲソ」という鳴き声を発する。
最終決戦でディケイド、ディエンド、電王、ファイズ、ブレイド、キバの6人を同時に相手するが、FFRによる合体攻撃「俺たちの必殺技・ファイナルアタックバージョン」をシオマネキングと共に受けて爆発する。しかし、エンディングで栄次郎は「酷い目に遭った」と言いながら写真館に生還している。
ネット版『オールライダー対しにがみ博士』
予告・プロローグで光栄次郎が死神博士に変身する。イカデビルは本編でフレーム外に登場する。

### スーパー死神博士
映画『仮面ライダー×仮面ライダー W&ディケイド MOVIE大戦2010』に登場。同映画では怪人形態は登場しない。
体内に入った「シニガミハカセ」のガイアメモリ死神博士メモリに意識を支配された光栄次郎。「スーパー」と書かれた長く鋭い爪が特徴。
ゾル大佐になった鳴滝と共同でスーパーショッカーを結成し、前作『劇場版 仮面ライダーディケイド オールライダー対大ショッカー』同様、「怪人作りの名人」として世界征服成就のために「神を超える力」であるネオ生命体を誕生させ、奇怪な呪文で急激に成長させる。ネオ生命体に分身としてドラスを誕生させる。スーパークライス要塞が大破すると、その衝撃でガイアメモリが体外へ排出されて栄次郎の姿に戻り、キバーラに助けられる。
- 演 - 石橋蓮司

## その他の作品に登場する死神博士
漫画作品
すがやみつる版漫画『仮面ライダー』・すがやみつる版漫画『仮面ライダーV3』
『仮面ライダー』では「怪人セミミンガー」に登場。セミミンガーなどを使った作戦のために南アメリカから招集され巨大な潜水艦から怪人たちの指揮をとったが、負傷したセミミンガーの爆発に巻き込まれる。
『仮面ライダーV3』では「ドクトルG最後の挑戦の巻」に登場。他の大幹部と同様、自身も怪人態（イカデビル）に変身して戦うが、ハリケーンジャイロカッターに敗れる。
『仮面ライダーSPIRITS』・『新 仮面ライダーSPIRITS』
暗闇大使に操られる魂（生前の記憶）の無い再生ショッカーの大幹部として復活し、第3部でBADANの黒いピラミッドが東京に現れた際にゾル大佐と共に姿を現す。『新』において、時空魔法陣によって海底のショッカー基地へ拉致した1号を配下の怪人軍団を率いて襲撃し、ユニコルノスに1号の腕を石化させるが、地獄大使の横槍と仮面ライダーZXの機転によって目論見は失敗し、以降はイカデビルの姿となって狼男（ゾル大佐）と共にZXと死闘を繰り広げる。ショッカー基地が海面に浮上した後は、1号との決着を付けんとしたガラガランダ（地獄大使）を狼男が射殺するや対峙した1号・2号と戦闘態勢に入るが、ガラガランダの遺した右腕によって狼男共々動きを封じられ、最期はライダーパンチとライダーきりもみシュートの連携攻撃を受けて倒された。
『新』の2号誕生が描かれた過去編では重要人物として登場。本郷が改造されたばかりの頃に来日しており、「ショッカーの技術の粋を結集した“偉大なる計画”の立案者であり、仮面ライダー（大首領JUDOの器のプロトタイプ）の製作に携わっていた」ことが明かされ、ショッカー幹部内では特別な位置にいたことが示唆されている。偉大なる計画の「第一の男」が敵になるという予想外の事態を「こうなったおかげで奴の性能を知ることが出来た」と冷静に判断し、収集したデータを基に嬉々として第二期強化改造人間製造計画を進める中で一文字の実力に着目し、本郷を倒すための「更なる男」の素材として、ゲバコンドルの活動の裏で再生怪人たちに一文字の拉致を命じる。その後、夢の島のアジト内にて一文字を含む第二期強化改造人間（初期型ショッカーライダー）の実験を執り行い、その一環として潜入してきた本郷の処刑を目論んだ果てに失敗するが、首領の計らいで許されるとアジトに格納されていたナチス・ドイツの遺産のJu 52に搭乗し、本拠地であるヨーロッパへ帰還した。
小説作品
『S.I.C. HERO SAGA MASKED RIDER EDITION -ここより永遠に-』
パワーアップのために捕らえられた1号の目的を見破るが、ショッカー首領に部屋を追い出される。
ゲーム作品
『仮面ライダー 正義の系譜』
声 - 池水通洋〈死神博士〉、田中亮一〈イカデビル〉
初代の死神博士を再生させたもの。風見志郎=仮面ライダーV3と戦う。
『仮面ライダー』
ショッカーストーリーに名前のみ登場。

## イカデビル
『仮面ライダー』第68話に登場。死神博士の正体。当初は正体を明かさずに仮面ライダー新1号や立花藤兵衛の前に現れ、再戦時に本郷猛の眼前で変身する。頭部には隕石の誘導装置が埋め込まれており、隕石を自在に降らせることができる。触手を鞭のように用い、口からは墨を吐く。ライダーキックを手で受け止め、相殺し無効化するキック殺しという技を持つ。左手の爪はイカの口を模している。
新サイクロン号のテスト走行を行っていた新1号を襲い、ライダーキックを耐えきって初戦は完勝する。その後、藤兵衛による特訓を受けるが、藤兵衛に口を滑らせて弱点が頭部であることを知られる。再戦でも新1号を追いつめるが、藤兵衛から弱点を知らされた新1号による頭部へのライダーチョップで深手を負い、ライダーきりもみシュートで崖下に投げ飛ばされたところへ、頭部の誘導装置が故障したことで制御できなくなった流星の直撃を受け、爆死する。
- 声 - 二見忠男[注釈 12]
- スーツアクター - 小林貞夫[出典 9]

### その他の作品に登場するイカデビル
映画『オーズ・電王・オールライダー レッツゴー仮面ライダー』
大ショッカーの死神博士で、イカデビルとしてのみ登場。ショッカーの怪人連合としてイカデビルが登場。1971年では再生怪人として本拠地を警護し、2011年ではガラガランダやガニコウモルと共に電王やNEW電王と交戦する。電王クライマックスフォームとNEW電王ストライクフォームの連携攻撃により、ガラガランダとガニコウモルと共に倒される。
映画『仮面ライダー電王 プリティ電王とうじょう!』
秘密基地建設に必要なアンナの持つお宝を狙う。
すがやみつる版漫画『仮面ライダー』「怪人イカデビル」でのイカデビル
地獄大使の命令を聞く怪人としてイカデビルが登場。死神博士とは無関係な存在とされる。目についた赤外線透視装置で滝の変装を見破るなどの活躍もみせる。
漫画・テレビアニメ『お昼のショッカーさん』
声 - 蒼井翔太
準レギュラーとして、ほとんどの話に登場。ショッカー戦闘員たちの上司（大幹部）として登場。ショッカー戦闘員の指導をしている。漫画では、テレビ本編でそれほど接点がなかった狼男（ゾル大佐）と飲みに行ったり、サボテグロンのメキシコ支部への手紙にアドバイスをしたりしている。蜘蛛男・蜂女・ヒトデンジャーなどにも指示や作戦を出している。テレビシリーズのように、ガラガランダと仲が悪い様子はなく、話や息が合わないことはあるが、戦闘員たちからは仲良しと認識されている。

ゲーム『オール仮面ライダー ライダージェネレーション』
雑魚怪人としてイカデビルが登場。
複製イカデビル
ジュダの配下として登場するイカデビルを複製した怪人。
ゲーム『オール仮面ライダー ライダージェネレーション2』
前作同様、雑魚怪人としてイカデビルと複製イカデビルが登場。

### CM・コラボレーションなど
テレビCM スポーツ振興くじ「ボーナスBIG」
2019年6月8日より放送が開始されたテレビCM「ショッカー篇」に、イカデビルがショッカー戦闘員たちを引き連れて登場。くじ売り場を訪れ、店長（演 - 石田ゆり子）に新たなアジトの建設計画を告白したところで仮面ライダー新1号による乱入に遭い、逃走する。
テレビCM カオナビ
2022年8月19日より放送が開始されたテレビCM「組織が変わる」篇と「才能見つかる」篇に、ショッカー戦闘員たち（演 - 香取慎吾 ほか）と共にイカデビル（声 - 小手伸也）が登場。埼玉県内某所に実在する最先端のオフィスにて、無個性なショッカーをカオナビで改革して強化し、仮面ライダーを打倒しようと取り組む。
テレビCM 日本中央競馬会「ショッカー×JRA」
2023年1月27日より、ショッカー戦闘員にJRAの各競馬場をプレゼンさせたうえでJRA各競馬場をショッカーのアジトにさせるという名目で、ショッカー戦闘員に各競馬場の特徴や名物を紹介させるウェブサイト『ショッカーの楽しイーッ！競馬場（アジト）』を公開するほか、全国のショッカー戦闘員に対して即PATの解説を行う。
ドムドムフードサービス「イカデビルバーガー」
2024年1月19日より、傘下のファストフードチェーンであるドムドムハンバーガーにてイカデビルをモチーフとした「イカデビルバーガー」を期間限定発売。食用炭を練り込んだブラックバンズでイカの唐揚げとキャベツを挟んでおり、別添で「激辛イカデビルソース」が付属するほか、同チェーンのマスコットキャラクター「どむぞうくん」がショッカー戦闘員に扮したグッズも発売する。

## スペースイカデビル
初出は映画『仮面ライダー×スーパー戦隊×宇宙刑事 スーパーヒーロー大戦Z』。原典同様、両腕の触手を伸ばして敵を締め付けたり、鞭のように打ちのめすことができるほか、三角形の魔法陣の力で別の場所へ敵を瞬間移動することもできる。両腕の触手で2体の敵を締め上げ、お互いを叩き付けるゲソクラッシャーが得意技。『宇宙戦隊キュウレンジャー』登場時では腕から稲妻状の光線を放つ技も見せた。
「ゲソ〜」「○○じゃなイカ〜」と、イカにちなんだダジャレのような言い回しが特徴的。
- 声 - 関智一
- デザインは丸山浩[出典 10]。原典を踏襲して、赤と白のカラーリングにしているが、デザイン上では引きずらないように意識している[58][59]。肩に大きな吸盤を付けることでクローズアップしている[58][59]。

映画『仮面ライダー×スーパー戦隊×宇宙刑事 スーパーヒーロー大戦Z』
スペースショッカーの幹部怪人の1体。イカデビルが魔法の力を得て復活し、パワーアップした姿。作中では関係性が明らかにならないが、関連書籍での説明ではイカデビルが強化復活した個体とされている。配下にはギリザメスやゴースターなどを従えている。ゴーカイジャーが豪快チェンジしたメタルヒーローのゴーカイメタルガレオンバスターによって倒される。
映画『仮面ライダー×スーパー戦隊 超スーパーヒーロー大戦』
地獄大使などと共に、ショッカーの怪人として登場。
ネット動画『仮面戦隊ゴライダー』
トーテマが作り出した怪人の1体として登場。ヒルカメレオンや黄金狼男と共に戦い、仮面ライダーバロンを抑えようとするが、触手は次々と切り裂かれてしまう。
テレビシリーズ『宇宙戦隊キュウレンジャー』
Space.7に登場。ショッカー怪人として登場。同作品に登場する同じイカモチーフの怪人のイカーゲンと間違えられたり、ノリツッコミをするといったコミカルな姿も描かれる。目的も明かさぬままシシレッドやサソリオレンジと交戦して苦戦させるが、エグゼイドキュータマの力で召喚された仮面ライダーエグゼイドとシシレッドの同時攻撃により、倒される。

## コンパチヒーローシリーズ
ゲーム『ヒーロー戦記 プロジェクト オリュンポス』
ショッカー壊滅後、ネオ・ショッカーの一員として活動。
ゲーム『スーパーヒーロー作戦 ダイダルの野望』
プロフェッサーKとして犯罪組織テンタクルを組織している。
ゲーム『ザ・グレイトバトルIII』
イカデビルとして登場。魔法使いという設定で登場。
ゲーム『バトルベースボール』
イカデビルとして登場。仮面ライダー1号から仮面ライダーブラックRXまでの仮面ライダーに加え、ヨロイ元帥・アポロガイスト・十面鬼・シャドームーンといった原作での敵幹部も所属しているタイフーンライターズの一員である。
ゲーム『スーパーヒーロージェネレーション』
声 - 関智一
仮面ライダーシリーズのエネミーユニットとして登場。

## 『仮面ライダーSD』
『仮面ライダーSD』では、グランショッカーの頂点に立つ魔神大首領の操縦者として登場。
当初は魔神大首領の頭部の操縦席にシルエットが描かれているのみで、その正体は終盤まで伏せられていた。下記の『仮面ライダーSD 出撃!!ライダーマシン』ではイカデビルとして登場するなど、一部の作品では魔神大首領でない場合もある。
漫画『仮面ライダーSD マイティライダーズ』
八鬼衆に地の石・海の石・天の石を奪わせ、そのエネルギーを用いて魔神大首領を動けるようにするが、用済みとなった地獄大使やアポロガイストなどの大幹部を処分するなど、冷酷な面を見せる。
ゲーム『仮面ライダーSD 出撃!!ライダーマシン』
EPISODE2「COUNTRY ROAD」のボスとして最初からイカデビルの姿で登場。横這いで進むマシンに乗り、触手を延ばして攻撃する。

## 関連マシン
イカデビル
ゲーム『チャリンコヒーロー』で死神博士が使用するマシン。イカデビルを模している。
魔神大首領
『仮面ライダーSD』で登場。正体（操縦者）は死神博士と設定されている。OVA『仮面ライダーSD 怪奇!?クモ男』での声優は池水通洋。

## 関連キャラクター
ギリザメス
上記の通り、死神博士の正体となる予定だった怪人。

プロフェッサーK
『星雲仮面マシンマン』で天本英世が演じたキャラクター。
『スーパーヒーロー作戦 ダイダルの野望』では、同一人物と設定されている。
非公式ではあるが、『もっとすごい科学で守ります!』でも同一キャラクターの可能性が描かれている。

ヘッツァー
細井雄二（秋津わたる）版『仮面ライダーZX』に登場するキャラクター。ショッカーの残党の科学者。イカデビルに変身する。
ダイオウイカ・デッドマン
『仮面ライダーリバイス』に登場する怪人。ショッカー幹部のオマージュで、イカをモチーフとしている。